# فريبرز مرادي
فريبرز مرادي (بالفارسية: فریبرز مرادی) هو لاعب كرة قدم إيراني في مركز الوسط، ولد في 11 أبريل 1964 في سبزوار في إيران، وتوفي في 27 أبريل 2008. لعب مع نادي برسبوليس.